# مارک لامتی
مارک لامتی (انگلیسی: Marc Lamti؛ زادهٔ ۲۸ ژانویهٔ ۲۰۰۱) بازیکن فوتبال اهل آلمان است.
از باشگاه‌هایی که در آن بازی کرده‌است می‌توان به باشگاه فوتبال بایر ۰۴ لورکوزن اشاره کرد.
وی همچنین در تیم‌های ملی فوتبال زیر ۲۰ سال تونس و تونس بازی کرده‌است.